# Големият страх
Големият страх (на френски: la Grande Peur) е период на паника, обхванала много региони в провинцията на Франция в периода 19 юли – 6 август 1789 г. Причините за нея все още не са изяснени, но историците наричат периода „Големият страх“.
През пролетта на 1789 година в селските райони настава несигурност поради недостига на зърно и растящата безработица сред ратаите. Смутът се засилва в периода на подготовка на Генералните щати и събирането на оплакванията и жалбите на населението, за да бъдат представени пред краля и националното събрание. През зимата и пролетта на 1789 г. въстания избухват в такива големи градове като Марсилия, Тулон и Орлеан. А в края на април въстание избухва и в самия Париж – в предградието Сент Антоан. Вълненията достигат пика си през лятото, като в селските местности селяните разграбват житните запаси, в градовете въстаналото население опустошава и разграбва складовете с продоволствие или заставя търговците да продават хляб на ниска („справедлива“) цена. С напредването на годината цените на хляба нарастват с 50%, което предизвиква недохранване и глад, както и свързаните с тях болести и повишена смъртност.
На 9 юли 1789 г. Националното събрание се обявява за Учредително събрание – висш представителен и законодателен орган на народа. На 11 юли кралят уволнява финансовия министър Жак Некер и му заповядва незабавно да напусне Париж. Следват революционни събития – щурмът на Бастилията и учредяването на нова общинска власт в Париж със собствена милиция. Примерът на Париж е последван от много други градове: на 18 юли въстава Троа, на 19 – Страсбург, на 21 – Шербур, на 24 – Руан. В редица градове въстанията протичат под лозунга „Хляб! Смърт на прекупвачите!“. Въстаналото население изземва хляба, завладява местните кметства и изгаря документите, съхранявани там.
Селяните са разтревожени от слуховете, че въоръжените банди, събрани от аристократите, ще унищожат реколтата им или ще попречат на предстоящата жътва. В много провинции те на свой ред образуват въоръжени банди и започват да нападат замъци и домове на аристократи, да унищожават документите за феодалните им повинности, съхранявани там, и да разграбват складове със зърно.
На 3 август Учредителното събрание започва дебат „за ужасяващите сведения от няколко провинции, където са изложени на риск безопасността на хората опазването на собствеността и плащането на данъци“ и едни депутат коментира „Това е война на бедни срещу богати!“:с. 53 – 4.
Големият страх приключва ненадейно, както и започва, на 6 август 1789 г., като най-вероятната причина е, че на късно нощно заседание депутатите гласуват за премахване на множество феодални привилегии.
В периода от 4 до 11 август 1789 събранието приема 18 декрета, касаещи отмяната на феодализма. Те премахват всички форми на крепостничество, всички монополи върху лова и всички сеньориални пълномощия. Всички останали задължения могат да бъдат откупени, но дотогава трябва да продължат да се плащат. Решено е да се премахнат и всички данъчни привилегии, както и освобождаването от плащане на данъци:с. 55 .